# Yohanna Waziri
Yohanna Waziri (ur. 1 października 1964) – nigeryjski lekkoatleta, długodystansowiec.
Podczas igrzysk olimpijskich w Seulu (1988) zajął 60. miejsce w maratonie z czasem 2:29:14.
W 1988 i 1990 był mistrzem kraju w biegu na 10 000 metrów.

## Rekordy życiowe
- Bieg maratoński – 2:18:38 (1990)